# Tear prod
Pour les articles homonymes, voir Tear.
Tear prod était une maison d'édition française fondée en 2001, spécialisée à ses débuts dans la publication de magazines et de livres traitant de Mylène Farmer. Elle a été liquidée judiciairement en 2009. 

## K&B
K&B Editions est le nom commercial de la société depuis 2005 mais la société se nomme toujours Tear prod. 
Tear prod étant trop associé aux publications traitant de Mylène Farmer. 
L’objectif de K&B éditeurs, dixit le site officiel, est de publier des ouvrages haut de gamme, ambitieux et aboutis.
Ses pôles éditoriaux privilégiés sont les suivants :
- Biographies et autobiographies d’artistes ;
- Livres de référence dans les collections Pratique et Art de vivre ;
- Témoignages et essais sur des sujets de société forts.

### Les kits vaudou
Le 9 octobre 2008, les Éditions K&B publient deux « kit vaudou », comprenant chacun une poupée vaudou accompagnée de 12 aiguilles et d'un manuel. Les poupées ont la particularité de représenter des personnalités politiques qui ont été, toutes deux, candidates à la présidence de la République des deux plus importants partis politiques français, l'une, bleue, est à l'effigie de Nicolas Sarkozy, l'autre, rose, à l'effigie de Ségolène Royal. 
La commercialisation de la première a fait l'objet d'une plainte du président de la République française en place, Nicolas Sarkozy, qui demande le retrait de la poupée vaudou en invoquant son droit à l'image absolu et exclusif. Le tribunal de grande instance de Paris statuant en référé a débouté le chef de l'État invoquant la liberté d'expression. Nicolas Sarkozy a fait appel de la décision de première instance. C'est la première fois qu'un président de la République perd un procès pour atteinte au droit à l'image.
Nicolas Sarkozy a aussitôt fait appel de cette décision. Le 28 novembre 2008, le nouveau jugement rendu ne lui permet toujours pas de s'opposer à la diffusion de la poupée vaudou à son effigie, mais il obtient cette fois 1 euro et une mention à opposer sur tout coffret commercialisé: « l'incitation du lecteur à piquer la poupée jointe à l'ouvrage avec les aiguilles fournies dans le coffret, action que sous-tend l'idée d'un mal physique, serait-il symbolique, constitue une atteinte à la dignité de M. Sarkozy ».